# 井上城 (尾張国)
井上城（いのうえじょう）は、愛知県岩倉市井上町井出北にあった日本の城（平城）。岩倉市指定史跡。

## 歴史
応永年間（1394年-1428年）に有馬主殿正が築城した。下津城主で尾張守護代の織田郷広が尾張国の統一をするために従うよう命じたが、有馬主殿正はそれを拒否した。嘉吉元年（1441年）に攻められ廃城になった。